# Kurt Leuenberger
Kurt Leuenberger (15 november 1933 - 15 augustus 2000) was een Zwitsers voormalig voetballer die speelde als verdediger.

## Carrière
Leuenberger speelde van 1952 tot 1955 voor FC Bern in zowel de eerste als tweede klasse. Hij maakte voor het seizoen 1955/56 de overstap naar La Chaux-de-Fonds. Hij veroverde een landstitel in 1964; daarnaast veroverde hij met het team de beker in 1957 en 1961. Hij speelde daarna nog twee seizoenen bij tweedeklasser Cantonal Neuchâtel.
Hij speelde vijf interlands voor Zwitserland.
Na zijn carrière was hij jarenlang jeugdcoach en had hij een café in Saint-Imier. Leuenberger overleed op 15 augustus 2000.

## Erelijst
- FC La Chaux-de-Fonds
  - Landskampioen: 1964
  - Zwitserse voetbalbeker: 1957, 1961